# Mertens
Mertens – miasto w Stanach Zjednoczonych, w stanie Teksas, w hrabstwie Hill.